# Siča
Siča is een plaats in de gemeente Barilović in de Kroatische provincie Karlovac. De plaats telt 171 inwoners (2001).